# Екологічна культура
Екологічна культура — окрема галузь людської духовності, пізнання та практики, яка визначає характер та способи відносин людини з біосферою.
Екологічна культура звернена до двох світів - природного довкілля і внутрішнього світу людини. Своїми цілями вона спрямована на створення бажаного устрою чи ладу в природі і на виховання високих гуманістичних життєвих цінностей та орієнтирів у людському житті. Екологічна культура спрямована на подолання власної обмеженості людини як природної істоти (біологічного виду) щодо пристосування в умовах постійної конкуренції з боку тих чи інших форм живої речовини. Вона є сукупністю адаптивних ознак виду принципово нового типу. Про значення таких ознак можна мати уявлення від протилежного: людина, позбавлена звичних засобів впливу на довкілля (житла, одягу, знарядь праці, зброї, медичних препаратів та ін.), має сумнівні шанси вижити й утвердитися в природних екосистемах. І навпаки, маючи їх, вона, по суті, виводить себе за межі конкуренції, оскільки володіє адаптивними набутками, несумісними з виробленими іншими видами в процесі біологічної еволюції. Тому екологічна культура не є чимось несуттєвим чи вторинним для існування людини: вона становить саму його функціональну основу, уможливлюючи доцільне й ефективне природокористування.
Основою екологічної культури є екологічна життєдіяльність, що виявляється в різних формах та втіленнях. Об'єктами, на які спрямована життєдіяльність, можуть бути елементи як живої (включаючи людину), так і неживої природи, що входять у сферу людських інтересів і операціонально піддаються впливу, а технологічно - цільові дії. 
Екологічна культура є засобом самоорганізації сутнісних сил людини в умовах конкретного природного середовища.